# Stanza 365
Stanza 365 è un singolo del rapper italiano Fred De Palma pubblicato il 29 settembre 2015.

## Tracce
1. Stanza 365 – 3:36